# Wat Phra Si Sanphet
Wat Phra Si Sanphet (język tajski: วัดพระศรีสรรเพชญ์) – świątynia buddyjska, zbudowana pod koniec XIV wieku w pobliżu pałacu królewskiego na terenie pierwszej stolicy Tajlandii, Ajutthaji.
W świątyni odbywały się ceremonie z udziałem króla, który przybywał tutaj w złoconym palankinie z położonego obok pałacu.
Wewnątrz znajdował się 16-metrowy złoty posąg stojącego Buddy, który został przetopiony po zdobyciu miasta przez wojska Birmy w 1767 roku. 